# Jesús María, San Miguel el Alto
Jesús María är en ort i Mexiko.   Den ligger i kommunen San Miguel el Alto och delstaten Jalisco, i den centrala delen av landet, 400 km väster om huvudstaden Mexico City. Jesús María ligger 2 131 meter över havet och antalet invånare är 115.
Terrängen runt Jesús María är platt åt sydost, men åt nordväst är den kuperad. Runt Jesús María är det ganska tätbefolkat, med 72 invånare per kvadratkilometer. Närmaste större samhälle är San Miguel el Alto, 15,5 km norr om Jesús María. I omgivningarna runt Jesús María växer huvudsakligen savannskog.